# Banšćica
Banšćica – wieś w Chorwacji, w żupanii krapińsko-zagorskiej, w gminie Gornja Stubica. W 2011 roku liczyła 198 mieszkańców.